# Phượng hoàng

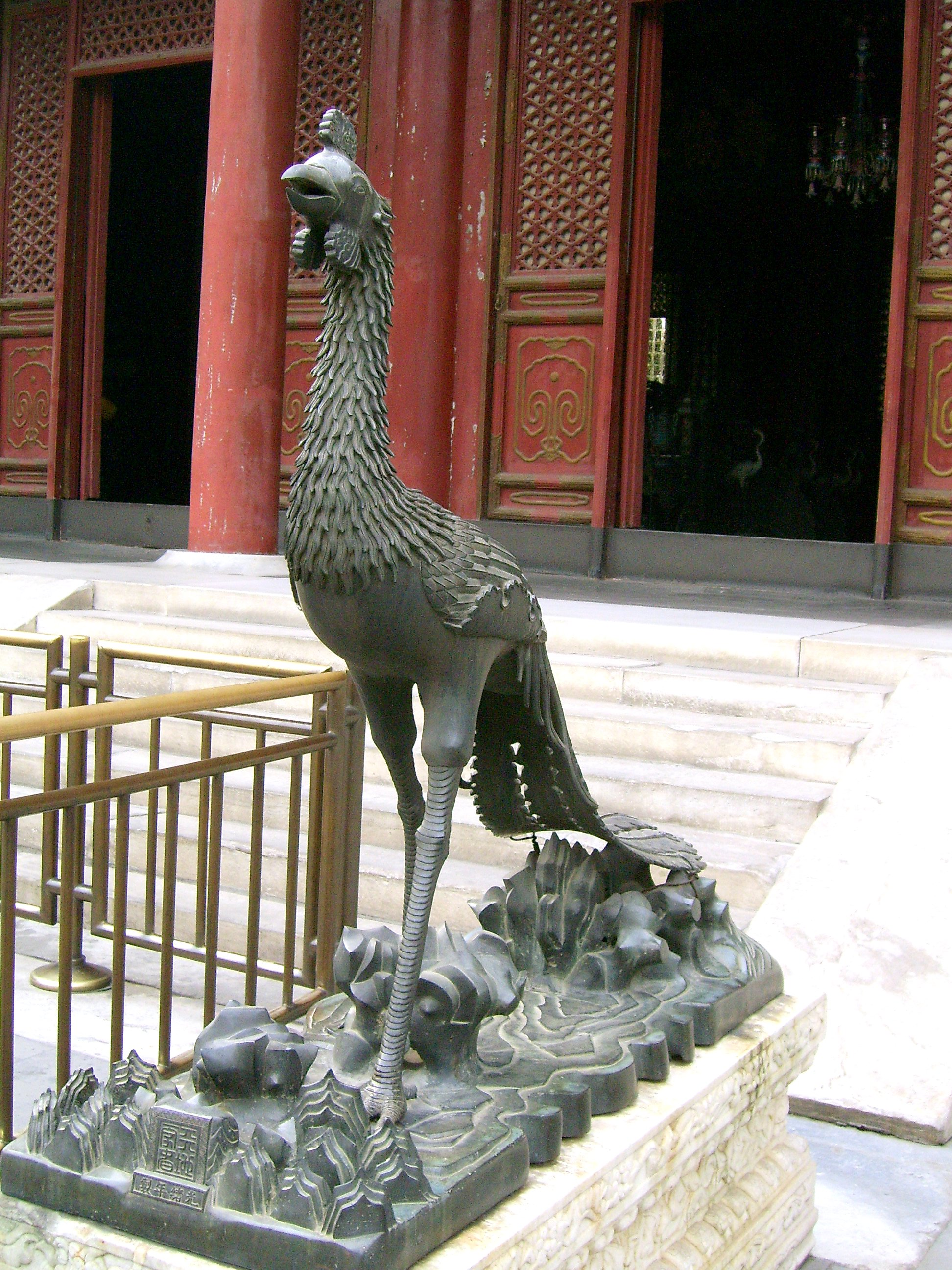
Phượng hoàng tại Tử Cấm Thành Bắc Kinh

Phượng hoàng (còn được gọi là Phụng hoàng; tiếng Trung giản thể: 凤凰, phồn thể: 鳳凰 fènghuáng; tiếng Nhật: 鳳凰 hō-ō; tiếng Triều Tiên: 봉황 bonghwang) nguyên thủy là các con chim trong thần thoại của người dân khu vực Đông Á chịu ảnh hưởng của nền văn minh Trung Hoa, ngự trị trên tất cả các loài chim khác. Trước đây, con trống được gọi là Phượng còn con mái được gọi là Hoàng, nhưng ngày nay thì sự phân biệt đực, cái đã gần như không còn và Phượng cùng Hoàng đã được trộn lẫn vào nhau thành một thực thể giống cái, gọi là phượng hoàng, để cho nó có thể ghép cặp với long (rồng), là con vật mang ý nghĩa của giống đực. Người Hán thường sử dụng thành ngữ "Con cháu rồng" như là dấu hiệu của việc nhận dạng theo chủng tộc. Phượng hoàng còn được gọi là "côn kê"? (鶤雞 kwangai tiếng Quảng Đông kūnjī quan thoại) do đôi khi nó được dùng thay cho con gà trong Can Chi. Tại thế giới phương Tây, chẳng hạn như người nói tiếng Anh, thường gọi nó là Chinese phoenix (phượng hoàng Trung Quốc) hoặc Asian phoenix (phượng hoàng Châu Á) để phân biệt nó với phượng hoàng phương tây (phoenix thường được dịch sang tiếng Việt là "phượng hoàng"), mặc dù trông khá giống nhau, khái niệm của con vật thần thoại này không giống khái niệm tương đương trong văn hóa của người Việt hay Trung Quốc.

## Biểu hiện
Miêu tả phổ biến là Phượng Hoàng đang tấn công con rắn bằng móng vuốt của nó với đôi cánh dang rộng. Người ta tả Phượng Hoàng với các đặc điểm là loài vật có đầu gà, hàm én, cổ rắn, lưng rùa, đuôi cá và cánh khổng tước với 5 màu và cao 6 thước. Còn có một vài người tả rằng Phượng Hoàng có phần giống chim trĩ như có đầu gà, mỏ nhạn, cổ hạc, vảy cá và đuôi công. Nó tượng trung cho 6 thiên thể mà ngày nay có thể hiểu nôm na là: đầu là trời, mắt là Mặt Trời, lưng là Mặt Trăng, cánh là gió, chân là đất và đuôi là các hành tinh. Lông của nó đại diện cho màu sắc của ngũ hành, bao gồm: đen, trắng, đỏ và xanh vàng.